# Eulasia zaitzevi
Eulasia zaitzevi es una especie de coleóptero de la familia Glaphyridae.

## Distribución geográfica
Habita en Irán.